# Stockstadt am Rhein
Stockstadt am Rhein is een gemeente in de Duitse deelstaat Hessen, en maakt deel uit van de Kreis Groß-Gerau.
Stockstadt am Rhein telt 6.152 inwoners.
Biebesheim am Rhein ·
Bischofsheim ·
Büttelborn ·
Gernsheim ·
Ginsheim-Gustavsburg ·
Groß-Gerau ·
Kelsterbach ·
Mörfelden-Walldorf ·
Nauheim ·
Raunheim ·
Riedstadt ·
Rüsselsheim am Main ·
Stockstadt am Rhein ·
Trebur